# Ole Theiler
Ole Theiler (Viersen, 8 ottobre 2002) è un ciclista su strada tedesco che corre per il REMBE - rad-net. È attivo in formazioni UCI dal 2021.

## Palmarès
- 2022 (Team Lotto-Kern Haus, una vittoria)

2ª tappa Orlen Nations Grand Prix (Białystok > Augustów)

### Altri successi
- 2021 (Team SKS Sauerland NRW)

Spee Cup Genthin
- 2023 (Team Lotto-Kern Haus)

Classifica scalatori Flèche du Sud
Rund um Sebnitz
Sauerland Rundfahrt
- 2024 (Team Storck - Metropol Cycling)

Sauerland Rundfahrt

## Piazzamenti

### Competizioni mondiali
- Campionati del mondo

Glasgow 2023 - Cronometro Under-23: 40º
Glasgow 2023 - In linea Under-23: 55º
Zurigo 2024 - Cronometro Under-23: 25º
Zurigo 2024 - In linea Under-23: 44º
- Campionati del mondo gravel

Belgio 2024 - Elite: 82º

### Competizioni europee
- Campionati europei

Limburgo 2024 - In linea Under-23: 60°
- Campionati europei gravel

Italia 2024 - Elite: 11º